# اما کاراپتیان
اما تیگرانی کاراپتیان (ارمنی: էմմա Տիգրանի Կարապետյան؛ انگلیسی: Emma Karapetyan؛ زادهٔ ۱۰ ژوئیهٔ ۱۹۲۰ - درگذشته ۱۹۹۷) تاریخ‌نگار و نژادشناس (قوم‌نگار) اهل ارمنستان بود.

## زندگی‌نامه
وی در ۱۰ ژوئیه ۱۹۲۰ در ایروان به دنیا آمد و از دانشکده تاریخ دانشگاه دولتی ایروان (۱۹۴۴) فارغ‌التحصیل گشت. وی در انستیتو باستان‌شناسی و قوم‌نگاری فعالیت کرد. وی در ۱۹۹۷ در سن ۷۷ سالگی در ایروان درگذشت و در آرامستان نوباراشن به خاک سپرده شد.

## یادداشت
1. ↑  պատմական գիտությունների դոկտոր
2. ↑  Institute of Archaeology and Ethnography of National Academy of Sciences of Armenia